# Озёры (станция)
Озёры — конечная железнодорожная станция неэлектрифицированной однопутной линии Голутвин — Озёры, являющейся тупиковым ответвлением от Рязанского направления Московской железной дороги. Располагается в городе Озёры Московской области.
Основана в 1893 году. Обслуживала песчаный карьер и текстильную фабрику.  С 2010-х погрузка на станции практически не осуществляется. Изредка производится завоз угля в полувагонах на склад Озёрского лесотопливного предприятия.
На станции одна пассажирская боковая низкая платформа. Имеются станционное здание с билетными кассами и разъезд, турникеты и навесы на платформах отсутствуют.
Прямого сообщения с Москвой нет. Через станцию проходит маршрут между Голутвином и Озёрами: по будням — четыре пары поездов, по выходным — пять пар поездов. Маршрут между Голутвином и Озёрами с 5 июня 2016 года обслуживался дизель-поездом ДП-М.
В настоящее время обслуживается дизель-поездом РА3

## В культуре
Последние сцены фильма «Армавир» 1991 года снимались на вокзале и перроне станции Озёры.